# Kyle Hamilton
Kyle Hamilton (Heraclión, Grecia; 6 de marzo de 2001) es un jugador profesional de fútbol americano. Juega en la posición de safety y actualmente milita en los Baltimore Ravens de la National Football League (NFL).
Es hijo del exbaloncestista profesional Derek Hamilton.

## Biografía
Kyle Hamilton nació en la ciudad griega de Heraclión debido a que su padre, Derek Hamilton, jugaba a baloncesto allí. Tras el retiro de su padre, Hamilton y su familia se mudaron a Atlanta. En el instituto Marist School de Brookhaven, jugó en el equipo de fútbol americano en las posiciones de safety y wide receiver. El 24 de abril de 2018, se comprometió con los Fighting Irish de la Universidad de Notre Dame.

## Carrera

### Universidad
El 10 de diciembre de 2021 anunció en sus perfiles de redes sociales que se presentaba al Draft de la NFL.

#### Estadísticas
| Negrita | Máximo de carrera |

| Año   | Equipo     | Partidos | Partidos | Placajes | Placajes | Placajes | Placajes | Placajes | Intercepciones | Intercepciones | Intercepciones | Intercepciones | Intercepciones | Intercepciones | Fumbles | Fumbles | Fumbles |
| Año   | Equipo     | PJ       | PT       | Comb     | Solo     | Asst     | Sack     | Sfty     | PD             | Int            | Yds            | Avg            | Lng            | TD             | Rec     | FF      | TD      |
| ----- | ---------- | -------- | -------- | -------- | -------- | -------- | -------- | -------- | -------------- | -------------- | -------------- | -------------- | -------------- | -------------- | ------- | ------- | ------- |
| 2019  | Notre Dame | 13       | 1        | 41       | 27       | 14       | 0        |          | 6              | 4              | 66             | 16,5           |                | 1              |         |         |         |
| 2020  | Notre Dame | 11       |          | 63       | 51       | 12       | 0        |          | 6              | 1              | 14             | 14,0           |                | 0              |         |         |         |
| 2021  | Notre Dame | 7        |          | 34       | 19       | 15       | 0        |          | 4              | 3              | 0              | 0              |                | 0              |         |         |         |
| Total | Total      | 31       |          | 138      | 97       | 41       | 0        |          | 16             | 8              | 80             | 10,0           |                | 1              |         |         |         |

### NFL

#### Baltimore Ravens
Hamilton fue elegido en la decimocuarta posición del Draft por los Baltimore Ravens.

## Estadísticas
| Negrita | Máximo de carrera |

### Temporada regular
| Año   | Equipo | Partidos | Partidos | Placajes | Placajes | Placajes | Placajes | Placajes | Intercepciones | Intercepciones | Intercepciones | Intercepciones | Intercepciones | Intercepciones | Fumbles | Fumbles | Fumbles |
| Año   | Equipo | PJ       | PT       | Comb     | Solo     | Asst     | Sack     | Sfty     | PD             | Int            | Yds            | Avg            | Lng            | TD             | Rec     | FF      | TD      |
| ----- | ------ | -------- | -------- | -------- | -------- | -------- | -------- | -------- | -------------- | -------------- | -------------- | -------------- | -------------- | -------------- | ------- | ------- | ------- |
| 2022  | BAL    |          |          |          |          |          |          |          |                |                |                |                |                |                |         |         |         |
| Total |        |          |          |          |          |          |          |          |                |                |                |                |                |                |         |         |         |